# Округ Пирс (Северна Дакота)
Пирс (енгл. Pierce County) је округ у америчкој савезној држави Северна Дакота.

## Демографија
По попису из 2010. године број становника је 4.357, што је 318 (-6,8%) становника мање него 2000. године.
| Група             | 2000.         | 2010.         |
| Белци             | 4.584 (98,1%) | 4.084 (93,7%) |
| Афроамериканци    | 5 (0,1%)      | 20 (0,5%)     |
| Азијати           | 12 (0,3%)     | 3 (0,1%)      |
| Хиспаноамериканци | 28 (0,6%)     | 44 (1,0%)     |
| Укупно            | 4.675         | 4.357         |